# Atractomorpha sinensis
Atractomorpha sinensis är en insektsart som beskrevs av Bolívar, I. 1905. Atractomorpha sinensis ingår i släktet Atractomorpha och familjen Pyrgomorphidae.

## Underarter
Arten delas in i följande underarter:
- A. s. sinensis
- A. s. montana